# Fernando Pessoa
Fernando António Nogueira Pessoa (ur. 13 czerwca 1888 w Lizbonie, zm. 30 listopada 1935 tamże) – portugalski poeta, prozaik oraz tłumacz, przedstawiciel modernizmu, uważany za najwybitniejszego portugalskiego poetę XX w.

## Życiorys
W wieku pięciu lat został osierocony przez ojca, a jego matka wyszła ponownie za mąż. Jego ojczymem został portugalski konsul w Durbanie. W Południowej Afryce Pessoa mieszkał do 17. roku życia. Uczył się w angielskiej szkole, z której wyniósł głębokie zainteresowanie literaturą angielską i znajomość języka. W 1905 wrócił do Lizbony i przez 30 lat rzadko ją opuszczał. Do końca życia nie miał stałego miejsca zamieszkania; wynajmował pokoje, utrzymując się z prostej pracy biurowej oraz tłumaczeń.
Widywano go w towarzystwie okultysty Aleistera Crowleya, z którym prowadził korespondencję. W roku 1935 Pessoa określił się mianem „chrześcijanina gnostyckiego”, sprzeciwiając się Kościołowi instytucjonalnemu i ostatecznie skłaniając się ku ezoterycznej reinterpretacji chrześcijaństwa.

## Śmierć
Pessoa zmarł w wieku 47 lat z powodu marskości wątroby. Większość biografów wiąże przyczynę śmierci z alkoholizmem. Według biografów, kiedy Pessoa trafił do szpitala, napisał po angielsku: „Nie wiem, co przyniesie jutro”. Nazajutrz zmarł.
W 1988 roku prochy pisarza przeniesiono do klasztoru hieronimitów w Belém.

## Twórczość
Uważany za jedną z najbardziej znaczących osobowości literackich XX wieku i jednego z największych poetów języka portugalskiego Pisał także w języku angielskim i francuskim. Publikował wiersze pod własnym nazwiskiem oraz kilkunastoma heteronimami, m.in. Alberto Caeiro, Ricardo Reis, Álvaro de Campos, Bernardo Soares.
Razem z Almedą Negreirosem i Mário de Sá Carneiro założył, ważne dla współczesnej literatury portugalskiej, pismo literackie „Orpheu”. Tworzył poezję w stylu i manierze wielu fikcyjnych, stworzonych przez siebie, poetów, których nazywał heteronimami. Z każdym nazwiskiem, którymi sygnował publikacje, skojarzone były cechy konkretnej osoby z przypisaną jej datą urodzin, wyglądem, temperamentem, poglądami literackimi i wyznawaną filozofią. I tak, Álvaro de Campos był inżynierem i nihilistą, Ricardo Reis – lekarzem i monarchistą, Alberto Caeiro – obserwatorem natury, Bernard Soares – księgowym – introwertykiem. Niezależnie od heteronimów, Pessoa publikował wiersze również pod własnym nazwiskiem. Na jego twórczość duży wpływ miała znajomość z Aleisterem Crowleyem.

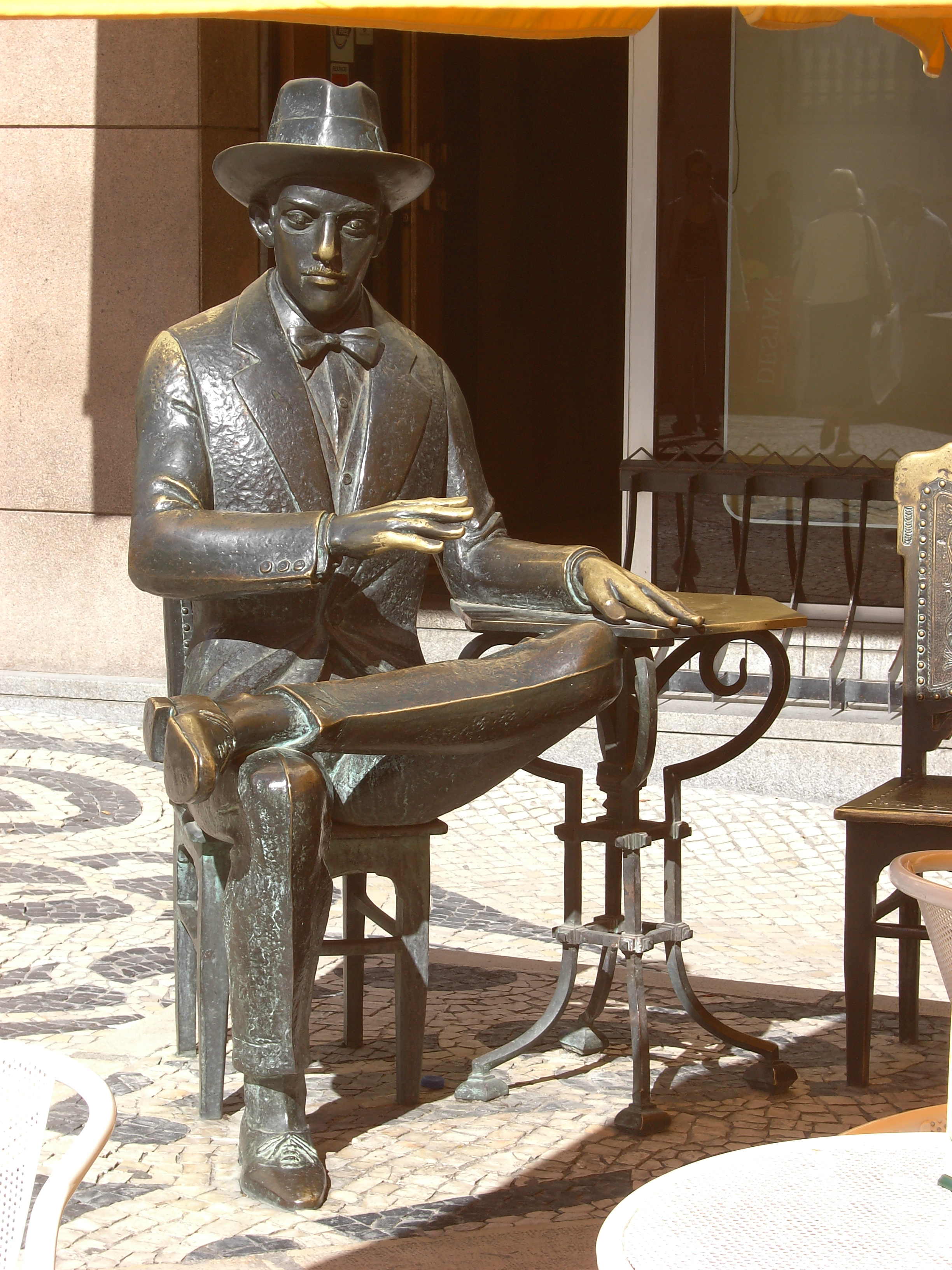
Pomnik Pessoi przed kawiarnią A Brasileira w dzielnicy Chiado, Lizbona.

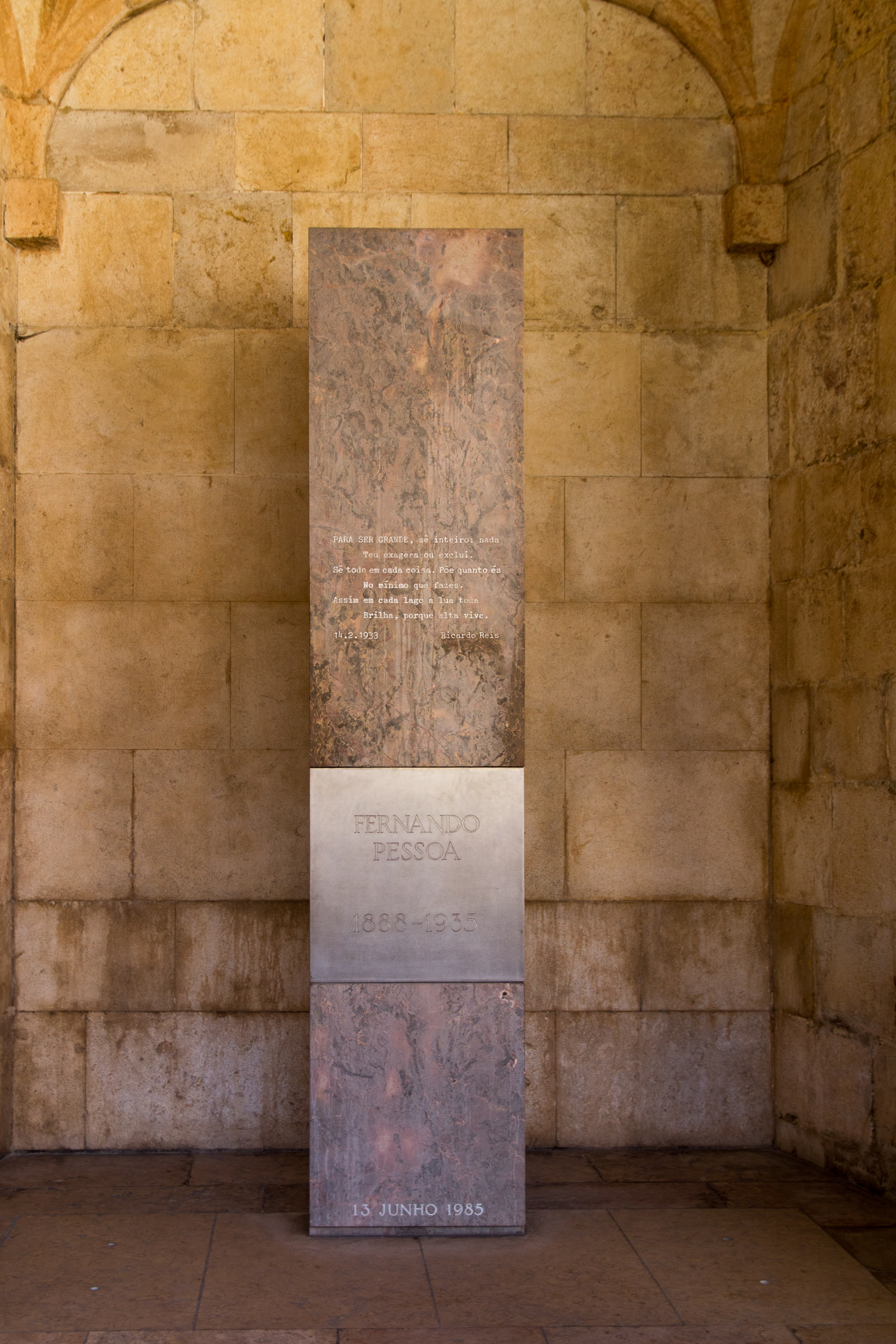
Nagrobek Fernanda Pessoi w klasztorze hieronimitów

Wiele jego prac zostało opublikowanych w czasopismach literackich, m.in. w redagowanym przez samego Pessoę piśmie literackim „Athena”, „Contemporanea” i w wydawanym w Coimbrze magazynie „Presença”. Jedyną publikacją książkową wydaną za życia poety było Mensagem (Przesłanie). Dzieło, które wielu krytyków uważa za opus magnum pisarza, opublikowane pod heteronimem Bernardo Soares, Livro do Desassossego (Księga Niepokoju) zostało wydane dopiero w roku 1982, prawie 50 lat po śmierci autora. Pessoa znany jest przede wszystkim jako poeta. Wiersze każdego z heteronimów mają różnorodną poetykę i krytycy nie są zgodni, które z nich należy uznać za najwybitniejsze.

## Wybrane dzieła
Fernando Pessoa
- Lizbona: co turysta powinien zobaczyć (1925)
- Mensagem (1934) – Przesłanie (wyd. pol. 2006)
- Primeiro Fausto
- Cancioneiro

Alberto Caeiro
- Ficções do Interlúdio

Bernardo Soares
- Livro do Desassossego – Księga niepokoju (wyd. pol. Czytelnik, Warszawa 2004)

## Pessoa w kulturze
Portugalski noblista José Saramago poświęcił Pessoi powieść Rok śmierci Ricardo Reisa. Z kolei bohater powieści Nocny pociąg do Lizbony autorstwa Paula Merciera czyta w trakcie podróży do Portugalii Księgę niepokoju.

## Pessoa w Polsce
Jego książki na język polski tłumaczyli m.in. Janina Z. Klawe, Wojciech Charchalis, Michał Lipszyc i Henryk Siewierski. Na temat pisarza i jego dzieł wielokrotnie pisali Urszula Kozioł i Janusz Drzewucki. W 2013 roku „Literatura na Świecie” poświęciła twórczości Pessoi cały nume 03-04/2013 (500-501).
Konrad Ludwicki wydał książkę Pisanie jako egzystencja(lizm) Refleksja autotematyczna na marginesie „Księgi niepokoju” Fernanda Pessoi, Warszawa Wydawnictwo Semper 2011, ISBN 978-83-7507-147-4.